# .pl
Pour les articles homonymes, voir PL.
.pl est le domaine de premier niveau national réservé à la Pologne, créé en 1990.

## Historique
En 2003, le .pl s'ouvre aux noms de domaine accentués (IDN).
En 2008, le .pl atteint un million de noms de domaine, puis deux millions en 2013.
En 2012, le protocole DNSSEC est activé.
En 2013, NASK devient également le registre du domaine de second niveau .gov.pl, jusqu'ici géré par l'institut de recherche technologique fondamentale de l'académie polonaise des sciences.

## Domaines de second niveau

### Fonctionnels
Les noms de domaine peuvent être enregistrés sous un domaine de second niveau parmi 33 extensions fonctionnelles telles que .com.pl, .edu.pl, .info.pl, .mail.pl, .org.pl, .sklep.pl...

### Régionaux
Les noms de domaine peuvent être enregistrés sous un domaine de second niveau parmi 119 extensions régionales telles que .bialystok.pl, .kalisz.pl, .kaszuby.pl, .mazury.pl, .opole.pl, .waw.pl...

### Gouvernementaux
L'extension .gov.pl est réservée aux services gouvernementaux polonais. L'enregistrement de domaines sous cette extension doit être validée par le registre.